# Goniothalamus gracilipes
Goniothalamus gracilipes är en kirimojaväxtart som beskrevs av Nguyên Tiên Bân. Goniothalamus gracilipes ingår i släktet Goniothalamus och familjen kirimojaväxter. Inga underarter finns listade i Catalogue of Life.